# جايسون فاريل
جايسون فاريل (بالإنجليزية: Jason Farrell)‏ (31 ديسمبر 1970 في الولايات المتحدة - ) هو مدرب كرة قدم ولاعب كرة قدم أمريكي في مركز الوسط. لعب مع كولومبوس كرو ولوس أنجلوس غلاكسي وSeattle Sounders (1994–2008) ‏ وKansas City Attack ‏ وويتشاتا وينغز ‏.

## وصلات خارجية
- جايسون فاريل على موقع الدوري الأمريكي (الإنجليزية)
- جايسون فاريل على موقع قاعدة بيانات كرة القدم.إي يو (الإنجليزية)